# Edward Belcher
Sir Edward Belcher, född 27 februari 1799 i Halifax i Nova Scotia, död 18 mars 1877 i London, var en engelsk sjöofficer och polarforskare.
Belcher deltog 1825 som sekond i kapten Frederick William Beecheys expedition till Berings sund och verkställde 1836-42 en världsomsegling (varunder han med utmärkelse deltog i kriget mot Kina), vilken han beskrev i Narrative of a voyage round the world (1843). Strax därefter sändes han att uppmäta Indiska oceanens östliga kuster till en nära femårig expedition, som han beskrev i Voyage of the Samarang to the Eastern archipelago (1846).
År 1852 sändes han att uppsöka John Franklin. Expeditionen misslyckades fullkomligt. Han blev visserligen av en krigsrätt frikänd från ansvar, men återvann aldrig sitt förra anseende. Till exempel övergav han sina fem expeditionsfartyg. men senare frigjorde sig ett av dem själv ur isen och påträffades av en amerikansk valjägare i oskadat skick drivande på Atlanten, en i den arktiska forskningens historia enastående händelse. Belcher var sedan inte i aktiv tjänst, men blev 1872 amiral.
Belcheröarna i Kanada är uppkallad efter Edward Belcher. 